# 内淵駅
内淵駅（ないぶちえき）は、樺太豊栄郡落合町に存在した帝国燃料興業会社内淵線の駅。

## 歴史
- 1943年（昭和18年）8月1日：内淵人造石油専用線の開通とともに開業[1]。
- 1945年（昭和20年）
  - 3月：内淵人造石油専用線は帝国燃料興業株式会社に合併されて、帝国燃料興業会社内淵線の駅となる。
  - 8月：ソ連軍が南樺太へ侵攻、占領し、駅も含め全線がソ連軍に接収される。
- 1946年4月1日：ソ連国鉄に編入。ロシア語駅名は「ブイコフ サハリンスキー」。
- 2019年5月31日：廃止。

## 駅名の由来
当駅の所在する地名からであり、地名の由来はアイヌ語の「ナイ・プチ」（河口）による。明治5年（1872年）と大正5年（1916年）に、川の流れの変化とそれに伴う河口の大きな移動があった。これにより、アイヌ弁で河口を意味する「ナヨプチ」が、かつての河口近辺の集落地を意味するところとなり、このナヨプチが転訛して内淵（ナイブチ）となったとされる。

## 運行状況
- 大谷駅との間で1日4往復していた。

## 隣の駅
帝国燃料興業会社内淵線
東内淵駅 - 内淵駅